# Pirjo Muranen
Pirjo Elina Muranen nata Manninen (Rovaniemi, 8 marzo 1981) è un'ex fondista finlandese, vincitrice di varie medaglie olimpiche e iridate.
È sorella del combinatista nordico e fondista Hannu, a sua volta sciatore nordico di alto livello.

## Biografia
In Coppa del Mondo esordì il 7 marzo 1998 a Lahti (45ª), ottenne il primo podio il 28 febbraio 2000 a Stoccolma (2ª) e la prima vittoria il 26 novembre successivo a Beitostølen.
In carriera prese parte a un'edizione dei Giochi olimpici invernali, Vancouver 2010 (21ª nella sprint, 30ª nell'inseguimento, 3ª nella staffetta), e a sei dei Campionati mondiali, vincendo sei medaglie. Altre due medaglie, entrambe argenti in staffetta, le furono revocate a causa delle squalifiche della squadra finlandese per il doping riscontrato nelle sue compagne Virpi Kuitunen (Lahti 2001) e Kaisa Varis (Val di Fiemme 2003).

## Palmarès

### Olimpiadi
- 1 medaglia:
  - 1 bronzo (staffetta a Vancouver 2010)

### Mondiali
- 6 medaglie:
  - 3 ori (sprint a Lahti 2001; staffetta a Sapporo 2007; staffetta a Liberec 2009)
  - 1 argento (sprint a squadre a Oberstdorf 2005)
  - 2 bronzi (sprint a Liberec 2009; staffetta a Oslo 2011)

### Mondiali juniores
- 7 medaglie:
  - 3 ori (sprint a Štrbské Pleso 2000; 15 km, sprint a Szklarska Poręba 2001)
  - 3 argenti (5 km a Saalfelden 1999; 5 km a Štrbské Pleso 2000; 5 km a Szklarska Poręba 2001)
  - 1 bronzo (15 km a Štrbské Pleso 2000)

### Coppa del Mondo
- Miglior piazzamento in classifica generale: 7ª nel 2009
- 28 podi (14 individuali, 14 a squadre):
  - 8 vittorie (5 individuali, 3 a squadre)
  - 11 secondi posti (6 individuali, 5 a squadre)
  - 9 terzi posti (3 individuali, 6 a squadre)

#### Coppa del Mondo - vittorie
| Data             | Località    | Nazione   | Spec.                                                                           |
| ---------------- | ----------- | --------- | ------------------------------------------------------------------------------- |
| 26 novembre 2000 | Beitostølen | Norvegia  | 4x5 km (con Milla Jauho, Virpi Kuitunen e Kaisa Varis)                          |
| 17 dicembre 2000 | Brusson     | Italia    | SP TL                                                                           |
| 29 dicembre 2000 | Engelberg   | Svizzera  | SP TL                                                                           |
| 7 marzo 2001     | Oslo        | Norvegia  | SP TC                                                                           |
| 1º dicembre 2002 | Kuusamo     | Finlandia | MX 2x5 km + 2x10 km (con Annmari Viljanmaa, Ari Palolahti e Teemu Kattilakoski) |
| 19 dicembre 2002 | Linz        | Austria   | SP TL                                                                           |
| 7 dicembre 2008  | La Clusaz   | Francia   | 4x5 km (con Virpi Kuitunen, Riitta-Liisa Roponen e Aino-Kaisa Saarinen)         |
| 31 gennaio 2009  | Rybinsk     | Russia    | SP TL                                                                           |

Legenda:

TC = tecnica classica

TL = tecnica libera

SP = sprint

MX = staffetta mista

#### Coppa del Mondo - competizioni intermedie
- 1 podio di tappa:
  - 1 secondo posto